# Zadrimë
Zadrimë är en slätt i Albanien. Den ligger i den norra delen av landet, 70 km norr om huvudstaden Tirana.
Trakten runt Zadrimë består till största delen av jordbruksmark.  Runt Zadrimë är det ganska tätbefolkat, med 144 invånare per kvadratkilometer.